# Biela (cráter)
Biela es un cráter de impacto que se encuentra en las escarpadas tierras altas del sudeste de la Luna, al este de Rosenberger, y al sureste del cráter doble Watt-Steinheil.

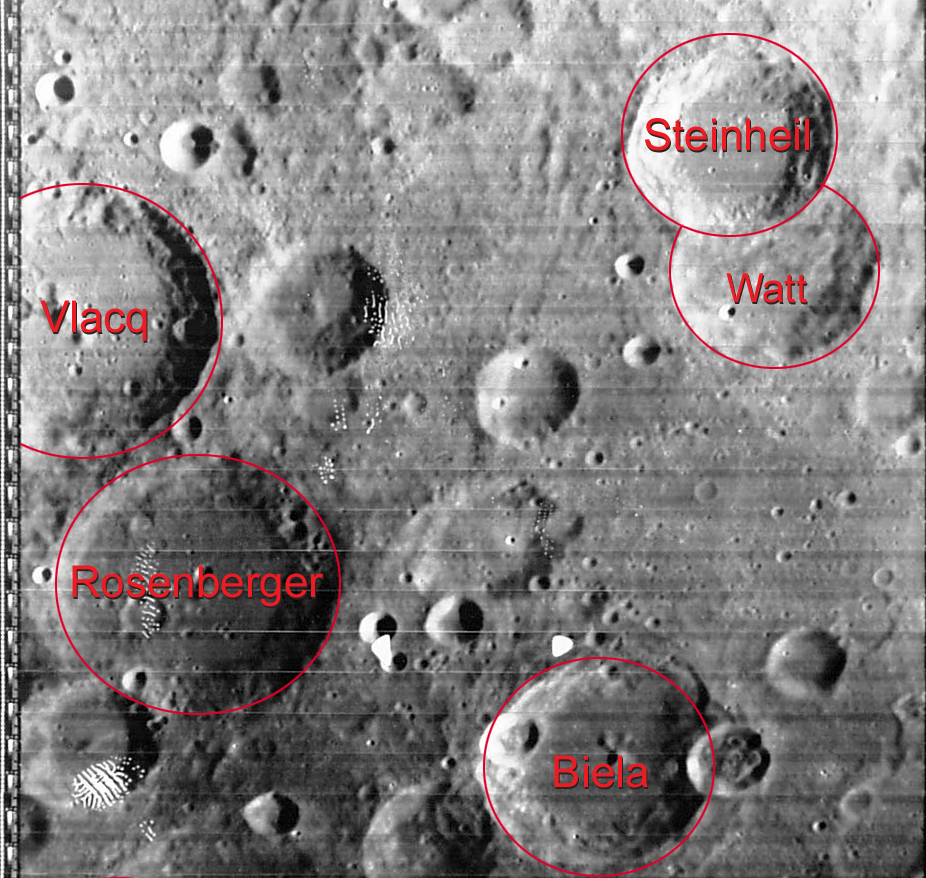
Fotografía de la misión Lunar Orbiter 4

El borde de este cráter se superpone a un par de cráteres pequeños pero notables: Biela C a través del borde noreste y Biela W a lo largo de la pared interior occidental. El cráter satélite Biela B está unido al borde exterior del sudoeste. El material eyectado de Biela cubre la parte noroeste de su plataforma interior. A pesar de un cierto grado de desgaste, el contorno de Biela se mantiene relativamente bien definido, especialmente en el sureste.
El suelo interior es plano y no existen marcas de cráteres reseñables. Hay una formación de pico central de tres crestas situada justo al noreste del punto medio.

## Cráteres satélite

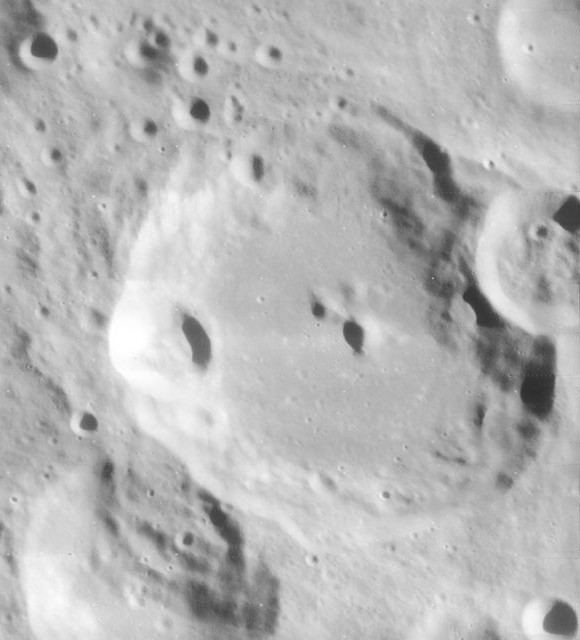
Biela (imagen Lunar Orbiter 4

Por convención estos elementos son identificados en los mapas lunares poniendo la letra en el lado del punto medio del cráter que está más cerca de Biela.
|       | \| Biela \| Coordenadas \| Diámetro \| \| ----- \| ----------------------------- \| -------- \| \| A \| 52°54′S 53°18′E / -52.9, 53.3 \| 26 km \| \| B \| 56°30′S 49°36′E / -56.5, 49.6 \| 43 km \| \| C \| 54°18′S 53°30′E / -54.3, 53.5 \| 26 km \| \| D \| 55°48′S 56°18′E / -55.8, 56.3 \| 14 km \| \| E \| 56°24′S 56°18′E / -56.4, 56.3 \| 8 km \| \| F \| 56°18′S 54°30′E / -56.3, 54.5 \| 9 km \| \| G \| 56°12′S 53°54′E / -56.2, 53.9 \| 10 km \| \| H \| 57°54′S 54°12′E / -57.9, 54.2 \| 8 km \| \| J \| 57°00′S 52°54′E / -57.0, 52.9 \| 14 km \| \| T \| 53°48′S 49°54′E / -53.8, 49.9 \| 7 km \| \| U \| 53°24′S 49°00′E / -53.4, 49.0 \| 16 km \| \| V \| 53°36′S 48°30′E / -53.6, 48.5 \| 6 km \| \| W \| 55°06′S 49°36′E / -55.1, 49.6 \| 16 km \| \| Y \| 54°54′S 58°00′E / -54.9, 58.0 \| 15 km \| \| Z \| 53°48′S 57°00′E / -53.8, 57.0 \| 48 km \| |          |
| Biela | Coordenadas | Diámetro |
| A     | 52°54′S 53°18′E / -52.9, 53.3 | 26 km    |
| B     | 56°30′S 49°36′E / -56.5, 49.6 | 43 km    |
| C     | 54°18′S 53°30′E / -54.3, 53.5 | 26 km    |
| D     | 55°48′S 56°18′E / -55.8, 56.3 | 14 km    |
| E     | 56°24′S 56°18′E / -56.4, 56.3 | 8 km     |
| F     | 56°18′S 54°30′E / -56.3, 54.5 | 9 km     |
| G     | 56°12′S 53°54′E / -56.2, 53.9 | 10 km    |
| H     | 57°54′S 54°12′E / -57.9, 54.2 | 8 km     |
| J     | 57°00′S 52°54′E / -57.0, 52.9 | 14 km    |
| T     | 53°48′S 49°54′E / -53.8, 49.9 | 7 km     |
| U     | 53°24′S 49°00′E / -53.4, 49.0 | 16 km    |
| V     | 53°36′S 48°30′E / -53.6, 48.5 | 6 km     |
| W     | 55°06′S 49°36′E / -55.1, 49.6 | 16 km    |
| Y     | 54°54′S 58°00′E / -54.9, 58.0 | 15 km    |
| Z     | 53°48′S 57°00′E / -53.8, 57.0 | 48 km    |